# Gaetano Aloisi Masella
Gaetano Aloisi Masella, italijanski rimskokatoliški duhovnik, škof in kardinal, * 30. september 1826, Pontecorvo, † 22. november 1902.

## Življenjepis
3. junija 1849 je prejel duhovniško posvečenje.
22. maja 1877 je bil imenovan za naslovnega nadškofa sirske Neocezareje; škofovsko posvečenje je prejel junija istega leta.
5. junija 1877 je bil postavljen za apostolskega nuncija v Nemčiji in 30. septembra 1879 za apostolskega nuncija na Portugalskem; to delo je opravljal do novembra 1883, ko se je vrnil v Rimsko kurijo kot uradnik.
14. marca 1887 je bil povzdignjen v kardinala in imenovan za kardinal-duhovnika S. Tommaso in Parione. 16. novembra istega leta je postal še prefekt Kongregacije za disciplino zakramentov.
16. januarja 1893 je bil imenovan za kardinal-duhovnika S. Prassede in 3. oktobra 1899 za prefekta Kongregacije za disciplino zakramentov.